# Hahausen
Hahausen er en by i Landkreis Goslar, i den tyske delstat Niedersachsen. Den ligger nordvest for bjergkæden Harzen. Nærmeste byer er Seesen mod syd, Rhüden mod vest, Lutter am Barenberge mod nord og Langelsheim mod øst.
Hahausener ligger mod syd i amtet (Samtgemeinde) Lutter am Barenberge.
Til Hahausen hører bydelen Neuekrug og bebyggelsen Ödishausen.